# Červan
Červan je priimek naslednjih znanih oseb:
- Franc Červan, slovenski atlet (1936-1991)
- Olga Vipotnik roj. Červan, slovenska političarka in urednica (1923-2009)